# Ткачёв, Александр Васильевич (бард)
Алекса́ндр Васи́льевич Ткачёв (18 января 1955, Москва — 9 ноября 2010, Москва) — русский поэт, автор и исполнитель песен.

## Биография
Александр Ткачёв родился 18 января 1955 года Окончил МИТХТ (Московский институт тонкой химической технологии им. М. В. Ломоносова). Инженер-химик. Кандидат химических наук. Работал на кафедре МИТХТ, с 1993 года — в Физико-химическом центре РАН, с 1996 года — в частной фирме.
Окончил среднюю школу (с золотой медалью по классу фортепиано) при Юрловской хоровой капелле, которая находилась под патронажем Гнесинского училища. Играл на шестиструнной гитаре и фортепиано.
Песни начал писать в 1970 году на свои стихи. Был участником групп «Альтруисты», затем «Балаган», входивших в куст[что?] «Москворечье» Московского КСП. Победитель фестиваля «Физтехпесня» (1976), лауреат II и III Московских конкурсов самодеятельной песни (конец 1970-х годов) (Лауреат конкурсов МИФИ-76 и «Москворечье-76») и многих других.
Широко известен своими остросоциальными песнями «Монахи» (1976), «Памяти Галича» (1977), «Лекция о международном положении в доисторическом племени» (1979), «Я песенку пишу» (1979), «Памяти Высоцкого» (1980).
Из воспоминаний Юрия Лореса: «Декабрь 1980, Москва, ДК „Прожектор“, с неимоверным трудом продавленный через застойные власти вечер памяти В.Высоцкого. Тройной милицейский кордон на подходе к ДК, везде требовали билеты, местным жителям приходилось обходить. Вы когда-нибудь бывали на концертах, где во всех проходах, на входах и выходах, перед сценой… стоят милиционеры и смотрят не на сцену а на вас, зрителей?..» В тот вечер на сцене выступали Юлий Ким, Булат Окуджава, Сергей Никитин, Александр Городницкий… Замечательно было выступление Александра Дулова, но только один Александр Ткачёв назвал всё своими именами — не говоря намёками и не используя Эзопов язык:
…Не окончена времени повесть,

и ни племени нет, и ни рода,

лишь на совесть зарытая Совесть

на Ваганьково. Справа от входа.
После этого выступления и последовавшего за ним в мае 1981 года XXV Московского слёта КСП Александр Ткачёв попал в список бардов, которым в 1980-х были запрещены публичные выступления со сцены.
Член жюри многих фестивалей, включая Грушинский фестиваль.
А. В. Ткачев скончался 9 ноября 2010 года в Москве.

## Дискография
- Памяти Владимира Высоцкого. Вечер в ДК «Прожектор» 26 дек.1980. — «Московские окна» Звукореж. В.Щедеркин, Ф.Нолле. Сведение, реставрация А.Ромашков. Сост. А.Крылов. 1996.
- «25-й Московский. Микрофоны вычеркиваем!» — Сост. А.Уклеин, 2010